# Franz Vranitzky

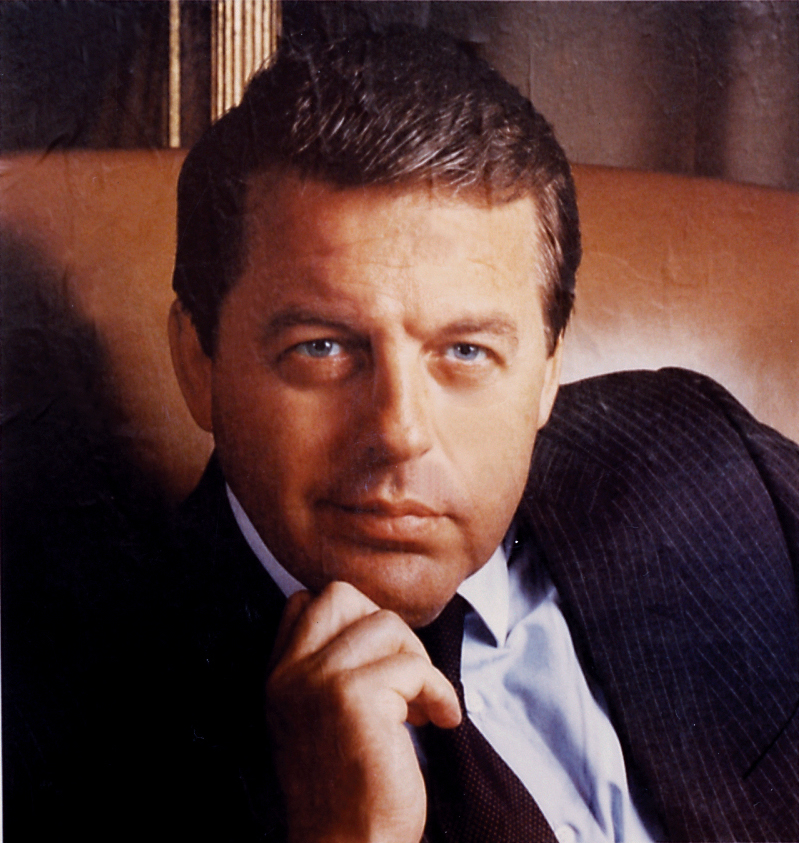
Franz Vranitzky

Franz Vranitzky (Wenen, 4 oktober 1937) is een Oostenrijks politicus. Namens de Sociaaldemocratische Partij van Oostenrijk (SPÖ) was hij van 1986 tot 1997 bondskanselier van Oostenrijk. 
Karl Renner · Michael Mayr · Johann Schober · Walter Breisky · Johann Schober · Ignaz Seipel · Rudolf Ramek · Ignaz Seipel · Ernst Streeruwitz · Johann Schober · Carl Vaugoin · Otto Ender · Karl Buresch · Engelbert Dollfuss · Kurt Schuschnigg · Arthur Seyss-Inquart · Karl Renner · Leopold Figl · Julius Raab · Alfons Gorbach · Josef Klaus · Bruno Kreisky · Fred Sinowatz · Franz Vranitzky · Viktor Klima · Wolfgang Schüssel · Alfred Gusenbauer · Werner Faymann · Christian Kern · Sebastian Kurz · Hartwig Löger · Brigitte Bierlein · Sebastian Kurz · Alexander Schallenberg · Karl Nehammer · Alexander Schallenberg · Christian Stocker
- Bibsys: 13007815
- Bibliothèque nationale de France: cb14408202k (data)
- CiNii: DA10316554
- Gemeinsame Normdatei: 118826689
- International Standard Name Identifier: 0000 0001 0990 440X
- Library of Congress Control Number: n84091488
- Nationale Bibliotheek van Tsjechië: jn20010601909
- Nationale Bibliotheek van Israël: 987007278508305171
- Nederlandse Thesaurus van Auteursnamen: 09065451X
- Réseau des bibliothèques de Suisse occidentale: 02-A011260811
- Système universitaire de documentation: 082584044
- Virtual International Authority File: 77112530
- WorldCat: E39PBJxWWcFT6ffytCYJp7wwG3